# Chrystyna Dmytrenková
Chrystyna Dmytrenková, celým jménem Chrystyna Romanivna Dmytrenková (ukrajinsky Христина Романівна Дмитренко, * 31. května 1999 Černihiv), je ukrajinská biatlonistka.
Biatlonu se věnuje od roku 2012. Ve světového poháru debutovala v listopadu 2023  v Östersundu, kde dojela ve vytrvalostním závodě na 43. místě. 
Ve své dosavadní kariéře nezvítězila v žádném individuálním ani kolektivním závodě. Jejím nejlepším individuálním umístěním ve světovém poháru je 18. místo ze zkráceného vytrvalostního závodu v slovinské Pokljuce v březnu 2025.

## Výsledky

### Olympijské hry a mistrovství světa
| Sezóna  | D  | Místo                | SP  | SZ  | HZ  | IZ  | ŠT  | SŠT | SZD | Věk    |
| ------- | -- | -------------------- | --- | --- | --- | --- | --- | --- | --- | ------ |
| 2023/24 | MS | Nové Město na Moravě | 12. | 26. | 26. | 27. | 5.  | –   | –   | 24 let |
| 2024/25 | MS | Lenzerheide          | 48. | 30. | 29. | 11. | 11. | 8.  | –   | 25 let |

Poznámka: Výsledky z olympijských her a  z mistrovství světa se do hodnocení světového poháru nezapočítávají.

### Mistrovství Evropy
| Sezóna  | A  | Místo          | SP | SZ  | IZ | SŠT | Věk    |
| ------- | -- | -------------- | -- | --- | -- | --- | ------ |
| 2023/24 | ME | Brezno‑Osrblie | 3. | 35. | –  | 9.  | 24 let |